# AerUpia
AerUpia (acrónimo de Aerotaxi del Upia S.A.S.) es una aerolínea chárter colombiana con base en el Aeropuerto Vanguardia de Villavicencio, Meta; que presta sus servicios aéreos no regulares en la modalidad de aerotaxi.

## Historia
Fundada en el año 1993 por Carlos Lozano en Villavicencio, inició operaciones el 12 de mayo de 1994. Principalmente opera en los Llanos Orientales de Colombia pero también al resto del país. Desde el 10 de septiembre de 2010 tiene permiso de operar aeronaves hasta 5700 kg de PBMO (peso bruto máximo de operación). Igual está en proceso de certificación (clase 1) del Taller Aeronáutico.

## Flota
De acuerdo con el plan de ser una aerolínea regional, AerUpia escogió modelos de aeronaves con variedad de capacidad hasta de 9 personas para operar flexible, dependiendo de la demanda.

## Aeronaves comerciales
- Britten-Norman Islander
- Cessna 210N
- Cessna TU 206
- Piper PA-31 Navajo[3]

## Accidentes e incidentes
- 5 de junio de 2006: poco antes de la 10 de la mañana después de despegar una Cessna 172 K con matrícula HK-3826 en Fortul en el departamento de Arauca, no alcanzó altura y se estrelló contra árboles que estaban a 200 m de la cabecera de la pista. Inmediatamente se incendió y explotó por cuál los tres pasajeros y el piloto fallecieron.[4]